# George Caleb Bingham
George Caleb Bingham (20. března 1811 – 7. července 1879) byl americký malíř, který se věnoval převážně portrétům a krajinomalbě.

## Život
Narodil se roku 1811 v okrese Augusta County ve Virginii jako druhý ze sedmi dětí Mary a Henryho Binghamových. Ve věku osmi let se s rodinou přestěhoval do města Franklin v Missouri. Zde zemřel jeho otec, po jehož smrti se rodina přestěhovala do Arrow Rock. Jako samouk se začal věnovat malbě portrétů. Později začal malovat také krajinu u řeky Missouri. V roce 1856 se přestěhoval do německého Düsseldorfu, odkud se po třech letech vrátil zpět do Spojených států. Zde se malování věnoval podstatně méně a více se zabýval politikou – stal se missourským státním pokladníkem. Roku 1836 se oženil s Sarah Elizabeth Hutchison, se kterou měl čtyři děti. Jeho manželka zemřela roku 1848 ve věku 29 let. Jeho další manželkou byla Eliza Thomas, která však roku 1876 zemřela. Jeho třetí ženou byla Martha Lykins, se kterou žil až do své smrti. Ke konci svého života přijal práci učitele na University of Missouri. Zemřel v roce 1879 ve věku 68 let.